# Rinorea fausteana
Espèce
Statut de conservation UICN

 EN B1ab(iii) : En danger
Rinorea fausteana est une espèce de plantes à fleurs de la famille des Violaceae et du genre Rinorea. C'est une plante endémique du Cameroun que l'on trouve sur les monts Bakossi et les monts Rumpi.